# جلاوة
جلاوة أو كلاوة أو خور جلاوة منطقة عراقية ووادٍ، في قضاء سفوان بمحافظة البصرة بصحراء الدبدبة بالبادية العراقية جنوب العراق، ارتفاعها 170 حتى 180 متراً فوق سطح البحر، والبعد 110 كيلومترات بينها وبين غرب البصرة، فيها مياه جوفية عمقها 205 أمتار. وكانت جلاوة أحد منازل الشتاء لبني حسين مِن بدو العراق. شيخهم حينئذٍ خلف جهجاه المرشد ومحمد خلف الجعيب.